# Adolf Winkelmann (médecin)
 (avril 2023).
Si vous disposez d'ouvrages ou d'articles de référence ou si vous connaissez des sites web de qualité traitant du thème abordé ici, merci de compléter l'article en donnant les références utiles à sa vérifiabilité et en les liant à la section « Notes et références ».
Pour les articles homonymes, voir Winkelmann.
Ne doit pas être confondu avec Adolf Winkelmann.
Adolf Ludwig Winkelmann, né le 26 mars 1887 à Salzkotten et mort le 1er février 1947 à Hambourg, est un SS et médecin nazi du camp de concentration pour femmes de Ravensbrück.

## Biographie
Il passe son examen d'État en 1913 à l'Université de Kiel et est habilité à exercer la médecine en 1914. Il passe son doctorat sous la direction de Walter Stoeckel (de), travaille dans divers hôpitaux et est médecin dans la Reichsmarine pendant la Première Guerre mondiale. Après la guerre, il est membre d'un corps franc en 1918 avant de s'installer comme médecin généraliste à Lippstadt.
Le 1er mai 1933, il entre au NSDAP (numéro de membre 3 101 530), puis le 18 juin 1933 dans la Schutzstaffel (SS no 109.112). Il gravit rapidement les échelons : il est nommé Untersturmfuhrer en 1935, Obersturmfuhrer en 1936 et Hauptsturmführer en janvier 1939. De janvier à octobre 1940, il est médecin de régiment avec le grade de SS Hauptsturmfuhrer dans la réserve du 8e Régiment de la Waffen SS déployé à Cracovie.
Jusqu'en décembre 1944, il est médecin militaire à Częstochowa sous les ordres d'Enno Lolling. Après de brèves affectations au camp de concentration de Gross-Rosen et au camp de concentration de Sachsenhausen, il est muté au camp de Ravensbrück fin février 1945, sous les ordres du médecin-chef Richard Trommer.

## Camp de concentration de Ravensbrück et procès
Lors du procès de Ravensbrück, Adolf Winkelmann admet avoir, avec Richard Trommer, sélectionné des prisonniers qui ne pouvaient pas travailler, mais affirme que le but de la sélection lui était inconnu : « Je savais que des convois partaient pour le camp de concentration d'Uckermark, mais je ne savais pas dans quel but. » Il prétend n'avoir participé que quelques fois à ces opérations de sélections. En revanche, toutes les femmes qui ont témoigné lors du procès ont unanimement confirmé sa participation aux sélections. Pendant son service à Ravensbrück, Adolf Winkelmann et Richard Trommer « sélectionnèrent environ 1 500 à 2 000 prisonniers destinés à être évacués ». 
Adolf Winkelmann décrit ces sélections devant le tribunal :
« Les sélections des prisonniers avaient lieu dans une des rues du camp ou, très rarement. Les prisonniers passaient en rang devant le docteur Trommer et moi. Nous ne pouvions bien sûr procéder qu'à un examen très superficiel, et les personnes manifestement malades, inaptes au travail ou incapables de marcher étaient retirées des rangs. Les prisonniers avaient les jambes nues pour que nous puissions voir s'ils pouvaient marcher. »
Adolf Winkelmann affirme qu'il ne savait pas que le processus de sélection des plus faibles signait leur arrêt de mort. Il prétend qu'il ne savait pas non plus qu'il y avait une chambre à gaz dans le camp, et n'avoir jamais agi que sur ordre de Trommer qui lui disait qu'il ne s'agissait que d'une sélection pour l'évacuation du camp. Il se dit consterné d'avoir participé à un tel crime : jusque-là, il n'avait jamais entendu parler de gazages en Allemagne et n'en avait ensuite entendu parler qu'à propos d'Auschwitz.
Comme Percival Treite et Franz Lucas étaient pris par les sélections pour les chambres à gaz de Ravensbrück, il avait été désigné troisième médecin responsable de l'infirmerie. À sa décharge, une détenue témoigna que Winkelmann avait refusé de la faire avorter parce que cela allait à l'encontre de son éthique médicale. Selon lui, il n'avait assisté à aucun mauvais traitement des détenus à l'infirmerie et n'en avait commis aucun.
Adolf Winkelmann meurt d'une crise cardiaque le 1er février 1947, lors du premier des sept procès de Ravensbrück à Hambourg. Malgré quelques doutes, le tribunal le reconnaît coupable, mais aucun autre verdict n'est rendu, l'action publique s'éteignant avec son décès.